# Mansrättsrörelsen i Indien
Mansrättsrörelsen i Indien är en rörelse som i modern tid funnits i organiserad form sedan början av 1980-talet. Ram Prakash Chugh räknas som rörelsens grundare. Bland organisationer som associeras med rörelsen kan nämnas Purush Hakka Sanrakshan Samiti, Sangyabalya, Save Indian Family och National Coalition for Men. Den senare organisationen är baserad i USA, men har även en underorganisation i Bangalore. Rörelsen har anklagats för att vara antifeministisk, liksom för att ignorera lagstiftning som syftar till skydd av kvinnor.